# Thomas Feltes

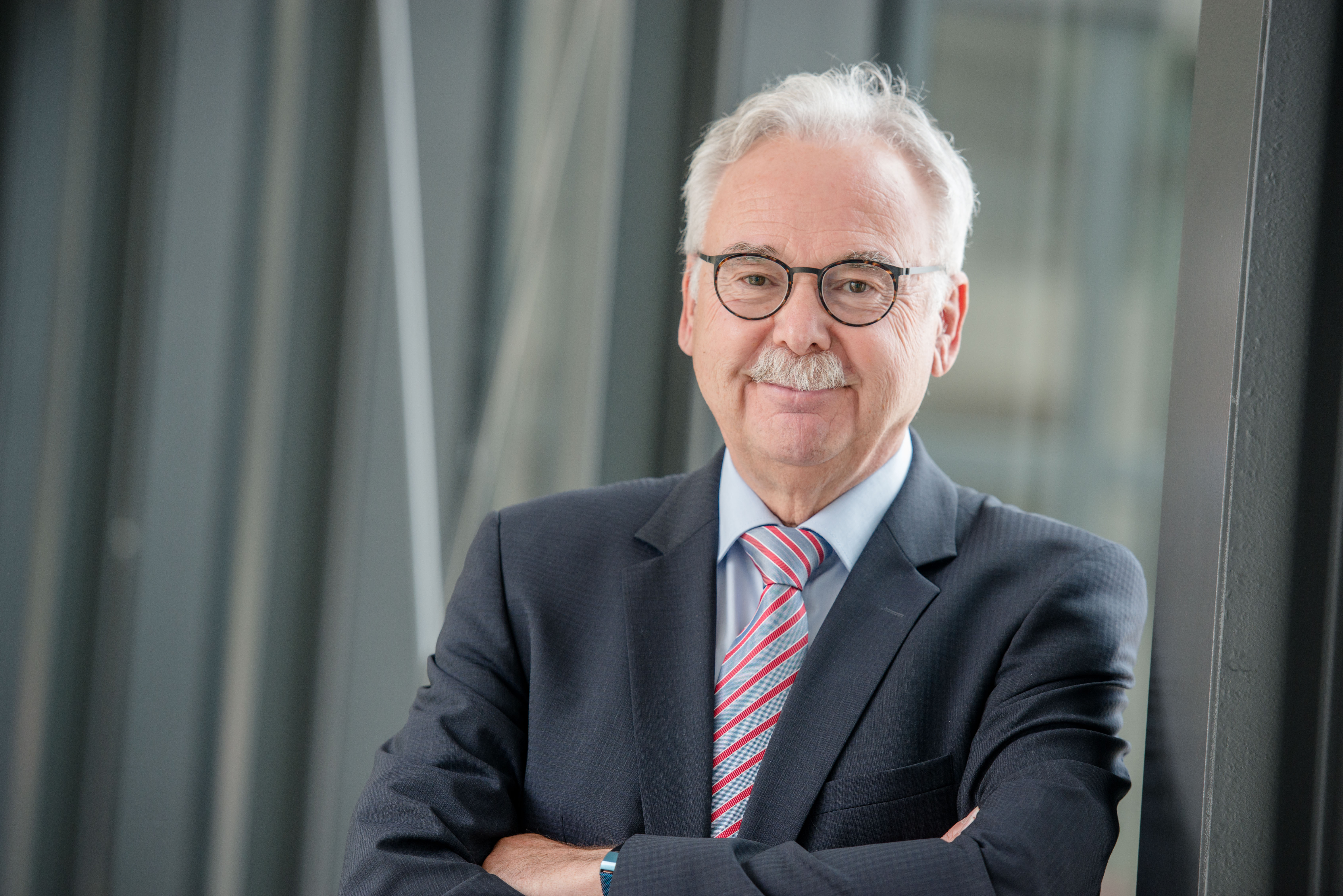
Thomas Feltes (2020)

Thomas Feltes (* 16. Februar 1951 in Mainz) ist ein deutscher Jurist, Kriminologe, Polizeiwissenschaftler sowie Strafverteidiger und Autor.

## Leben
Nach dem Studium der Rechtswissenschaft und der Erziehungswissenschaften (M.A.) an der Universität Bielefeld (1971–1976) war Feltes wissenschaftlicher Mitarbeiter an den juristischen Fakultäten der Universitäten in Bielefeld, Hamburg und Heidelberg (1976–1991). Im Jahr 1979 erfolgte die Promotion zum Dr. iur. an der Universität Bielefeld. Einem Forschungsaufenthalt an der Universität Montreal, Kanada (1986) folgte die Habilitation in Tübingen für Kriminologie, Jugendstrafrecht und Strafvollzug (1992).
1992 wurde Feltes Professor an der FHöV Berlin und war 1993 Gastprofessor an der Juristischen Fakultät der Eötvös-Loránd-Universität Budapest.
Von 1992 bis 2002 war er Rektor und Professor an der Fachhochschule Villingen-Schwenningen, Hochschule für Polizei Baden-Württemberg.
Von 2002 bis 2019 war Thomas Feltes Inhaber des Lehrstuhls für Kriminologie, Kriminalpolitik und Polizeiwissenschaft an der Juristischen Fakultät der Ruhr-Universität Bochum und trat damit die Nachfolge des bis dato von Hans-Dieter Schwind geführten Lehrstuhls an.
Seit 2007 war er auch kooptiertes Mitglied der sozialwissenschaftlichen Fakultät der Ruhr-Universität Bochum. Von 2006 bis 2010 gehörte Feltes dem Gründungssenat der Deutschen Hochschule der Polizei in Münster an.
Seit 2019 ist Feltes als Strafverteidiger und Gutachter tätig. Er war Wissenschaftlicher Berater des Europarates, der UN und der OSZE.
Zudem Generalberichterstatter und Vorstandsmitglied der Konferenz Polizei und Menschenrechte des Europarates im Juni 1999 sowie Gutachter für das amerikanische Justizministerium zum gleichen Thema (1999). Zwischen 1999 und 2002 war er Mitglied der Sucht- und Drogenkommission der Bundesregierung. 2012 war er Gutachter für eine INTERPOL-Konferenz in Singapur zum Thema „Match Fixing“ (Wettbetrug). 
Feltes gab die von 2005 bis 2022 erschienenen Bochumer Schriften zu Rechtsdogmatik und Kriminalpolitik heraus und zusammen mit Jo Reichertz die Schriftenreihe Polizieren: Polizei, Wissenschaft und Gesellschaft im Verlag Polizei&Wissenschaft (Frankfurt). Er ist Herausgeber des Polizei-Newsletter der seit 1999 erscheint, sowie des Kriminologie-Lexikon Online. Sein Literaturverzeichnis enthält über 350 Buch- und Zeitschriften-Veröffentlichungen in den Bereichen Polizei, Justiz, Kriminologie, (Jugend-)Strafrecht.
Von 2014 bis 2017 war Feltes Mitglied der G 10-Kommission des nordrhein-westfälischen Landtags, die im Zuge der Anwendung des Gesetzes zur Beschränkung des Brief-, Post- und Fernmeldegeheimnisses und Fernmeldegeheimnis - G 10-Maßnahmen tätig wird. Von 2015 bis 2020 war er Mitglied des Steering Committee des EU-Horizon2020-Projektes „Community Based Policing and Post-Conflict Police Reform“, von 2018 bis 2020 war er deutscher Vertreter beim Europäischen Komitee zur Verhütung von Folter und unmenschlicher oder erniedrigender Behandlung oder Strafe (CPT) des Europarates.
Feltes ist im Fernsehen regelmäßig zu Gast in Talksendungen und Interviewpartner für politische Magazinsendungen und Nachrichtensendungen, meist zu polizeiwissenschaftlichen und kriminologischen Themen.
Er ist Vorsitzender der Stadionverbotskommission des VfL Bochum. Von 2010 bis 2013 war er Mitglied des wissenschaftlichen Beirates der DFL, aus dem er nach einem kritischen Interview zur DFB-Sportgerichtsbarkeit entlassen wurde. Zusammen mit dem Münchner Rechtsanwalt Marco Noli legte er 2012 Verfassungsbeschwerde gegen Eintragungen von mehreren BVB Fans in das Bundeszentralregister ein, die anlässlich einer Verurteilung vor einem spanischen Gericht nach dem Championsleague-Spiels des BVB in Sevilla 2010 erfolgte. Das Bundesverfassungsgericht gab der Beschwerde mit Beschluss vom 23. Januar 2017 (2 BvR 2584/12) statt, so dass das Verfahren an das Kammergericht Berlin zurückverwiesen wurde. Im Februar 2020 stellte das Kammergericht fest, dass die spanische Justiz nicht bereit ist, die Prozessunterlagen herauszugeben. Mit Beschluss vom 27. Mai 2020 hat das Kammergericht Berlin endgültig die Bescheide des Bundesamtes für Justiz vom 25. April 2012 und des Bundesministeriums der Justiz vom 22. August 2012 aufgehoben und das Bundesamt für Justiz angewiesen, die im Bundeszentralregister enthaltene Eintragung des Betroffenen zu entfernen.

## Lehre und Forschung
Feltes lehrte von 2002 bis 2019 Kriminologie, Jugendstrafrecht, Strafvollzug an der juristischen Fakultät der Ruhr-Universität Bochum. Seit 2007 war er an der Sozialwissenschaftlichen Fakultät  kooptiert.
Zu seinen Forschungsbereichen gehören Themen aus der Polizeiforschung (Notrufe und Funkstreifenwageneinsätze, Polizeireform und Polizeimanagement, Polizeigewalt), der Strafjustiz (Management of Criminal Justice, Delay in Criminal Justice, Organisation der Staatsanwaltschaften) und der allgemeinen Kriminologie (Kommunale Kriminalprävention, Bevölkerungsbefragungen, Opferforschung, Einbruchsprävention, Gewalt in der Schule).
Feltes war der Initiator des an der juristischen Fakultät der Ruhr-Universität Bochum angebotenen und akkreditierten weiterbildenden Masterstudiengangs „Kriminologie, Kriminalistik und Polizeiwissenschaft“.